# Tengo todo excepto a ti
Tengo todo excepto a ti (trad.: Tenho Tudo, Exceto Você) é uma telenovela mexicana produzida por Rita Fusaro e exibida pela Azteca entre 11 de fevereiro e 18 de abril de 2008.
Inicialmente era exibida às 20:30. Porém a partir de 10 de março passou a ser exibida às 19:30. 
Foi protagonizada por Gonzalo Vega e Rebecca Jones com antagonização de Margarita Gralia, Adriana Louvier, Rafael Sánchez-Navarro, Fernando Alonso e Alejandra Maldonado.

## Sinopse
Carlos vivia em Guanajuato e estava apaixonado por Rebeca, mas pelas circunstancias econômicas decidiram separar-se e fazer suas vidas cada um por seu lado.
Anos mais tarde, Carlos se casa com Pamela, uma mulher exitosa, proprietária de uma revista de modas chamada "Diamante", e assim ele se torna exitoso também, e tem filhos com Pamela e formam um lar. Pero a essas alturas de sua vida, volta a reencontrar-se com quem uma vez foi o amor de sua vida, e ao igual que ele a encontra casada, com filhos e também exitosa, proprietária da revista rival da de Pamela chamada "Oro" e isto a sua vez desata uma serie de conflitos entre ambas familias, desperta suspeitas de infidelidade por parte de Pamela, o qual a leva loucura.
Também Ernesto, esposo de Rebeca começa a difamar a sua esposa com infidelidade, ignorando a grande historia de amor que sucedeu no passado entre ambos.

## Elenco
- Gonzalo Vega - Orlando García / Carlos
- Rebecca Jones - Rebeca "Becky" Blaquier
- Margarita Gralia - Pamela Woolrich
- Adriana Louvier - Estefanía García Woolrich
- Rafael Sánchez-Navarro - Ernesto Robles
- Daniel Elbittar - Antonio Méndez
- Ana Belena - Jacqueline "Jackie" Blaquier
- Francisco Angelini - Benicio Blaquier
- Alejandra Maldonado - Victoria
- Fernando Alonso - Alejandro
- María Fernanda Quiroz - Ámbar
- Irene Arcila - Mayte
- Heriberto Méndez - Agustín García Woolrich
- Pedro Sicard - Guillermo
- Itari Marta - Lupita
- Sylvia Sáenz - Lola
- Cecilia Ponce - Úrsula
- Luis Alberto López - Beto
- Tania Arredondo - Felicia
- Sophie Alexander - Susana
- Luciana Silveyra